# درک شپرد

درک شپرد (به انگلیسی: Derek Shepherd) از شخصیت‌های اصلی سریال آناتومی گری است و پاتریک دمپسی این نقش را ایفا کرده ‌است.